# Szkoła Podstawowa nr 8 im. Mikołaja Kopernika w Malborku
Szkoła Podstawowa nr 8 im. Mikołaja Kopernika w Malborku – szkoła podstawowa znajdująca się w Malborku przy ulicy Charles'a de Gaulle'a 91, powstała 2 września 1958 roku.
Szkoła była pierwszą wybudowaną po wojnie placówką edukacyjną w Malborku. W pierwszych latach działalności do szkoły uczęszczało 621 uczniów. 16 listopada 1968 roku szkole nadano imię Mikołaja Kopernika. Placówka powstała w ramach akcji „Tysiąc szkół na Tysiąclecie Państwa Polskiego”. Obecnym dyrektorem SP8 jest Olga Loroch. Szkoła posiada w swoim dorobku wiele osiągnięć sportowych, od roku 1982 szkoła plasowała się na I miejscu jako najbardziej usportowiona szkoła w województwie elbląskim. Absolwentką szkoły jest dwukrotna mistrzyni Europy w siatkówce kobiet Izabela Bełcik